# Funny Aminals
«Funny Aminals» — андеґраундна антологія в одному випуску, створена Робертом Крамбом та групою художників у 1972 році. Ця робота виділяється тим, що містить першу опубліковану версію «Maus» Арта Шпігельмана, хоча версія, яка вийшла у Funny Aminals, естетично й тематично відрізнялася від тої, яку Шпігельман опублікував у Raw як окрему книгу.

## Історія видання
Видавництво Apex Novelties опублікувало цю книгу в липні 1972 року. Один тираж становив приблизно 20 000-30 000 примірників. Книгу почав Террі Цвіґофф, після травмуючого візиту на бійню, як книгу проти жорстокого поводження з тваринами, але опубліковані історії відійшли від цієї теми. Згодом, Цвіґофф відмовився від будь-якого редакційного контролю над коміксом.

## Зміст
| Історії                                               | Художник                 | Письменник               |
| ----------------------------------------------------- | ------------------------ | ------------------------ |
| "Вперед"                                              | Джастін Грін             | Джастін Грін             |
| "Який світ!"                                          | Роберт Крамб             | Роберт Крамб             |
| "Маус"                                                | Арт Шпігельман           | Арт Шпігельман           |
| "Робоча дівчина"                                      | Шарі Фленікен            | Шарі Фленікен            |
| "Подвійна проблема"                                   | Джей Лінч / Роберт Крамб | Джей Лінч / Роберт Крамб |
| «Капітан Ліхтарик бореться із зомбі-зломщиком тварин» | Майкл Макміллан          | Майкл Макміллан          |
| «Король Жаба»                                         | Білл Гріффіт             | Білл Гріффіт             |
| «Гірка земля»                                         | Джастін Грін             | Джастін Грін             |
| «Свиня Смердюча»                                      | Джей Лінч                | Джей Лінч                |
| «Який світ! Частина друга"                            | Роберт Крамб             | Роберт Крамб             |
| "Почуваєшся похмурим?"                                | Джей Лінч                | Джей Лінч                |

## Рецензії
Андеґраундна спільнота Comixjoint поставила Funny Aminals оцінку 9/10, назвавши текст «твердим», а ілюстрації «винятковими», додавши чотиризірковий історичний бонус для Maus. Підсумовуючи свою рецензію, письменник Стівен Фокс написав: «Funny Aminals  — книга нерівна, але її рецензія (особливо оцінка за написання) підвищилася завдяки «Маусу», який також отримав історичний бонусу для книги. І якби Крамб не проявив свого унікального почерку та непристойного гумору, навіть «Мауса» було б недостатньо, щоб вибороти для Funny Aminals загальну оцінку «9», яку я, неохоче, поставив йому».